# René Pretschner
René Pretschner (* 30. Dezember 1962 in Wuppertal) ist ein deutscher Jazzmusiker (Piano, Komposition).

## Leben und Wirken
Pretschner studierte zwischen 1985 und 1991 Jazzpiano in den Niederlanden und den USA. Er leitete ein Trio mit dem Bassisten Harald Eller und dem Schlagzeuger Jörg Hedtmann. Auch arbeitete er im Duo mit dem Saxophonisten Gabriel Pérez und dem Pianisten Melo Mafali. Er ist zudem auf dem Album Blues Variations von Wolfgang Schmidtke zu hören.
1989 war er Preisträger bei den internationalen Jazzfestivals in Prag und Karlsbad.

## Diskographische Hinweise
- René Pretschner Trio Story of a Jazz Piano, Volume 2 (Greenhouse, 2001)
- René Pretschner & Gabriel Pérez Piano en los vientos (Greenhouse, 2004)
- The Piano Duo: René Pretschner & Melo Mafali nocturna (Greenhouse, 2005)
- Floating Pictures (Greenhouse, 2012)
- René Pretschner Band feat. Frank Sichmann See You Soon (Greenhouse 2014)

## Lexikalische Einträge
- Jürgen Wölfer: Jazz in Deutschland. Das Lexikon. Alle Musiker und Plattenfirmen von 1920 bis heute. Hannibal, Höfen 2008, ISBN 978-3-85445-274-4.

| Personendaten    | Personendaten                              |
| ---------------- | ------------------------------------------ |
| NAME             | Pretschner, René                           |
| KURZBESCHREIBUNG | deutscher Jazzmusiker (Piano, Komposition) |
| GEBURTSDATUM     | 30. Dezember 1962                          |
| GEBURTSORT       | Wuppertal                                  |